# Педагогічний музей України
Педагогічний музей України

Заснований 1983 в підпорядкуванні республіканського Педагогічного товариства, з 1991 — Міністерства освіти УРСР, з 1992 — Академії педагогічних наук України. До складу його фондів увійшли вцілілі пам'ятки Педагогічного музею ім. цесаревича Олексія (див. Педагогічний музей при Київському навчальному окрузі), що діяв при Київському навчальному окрузі 1902–19, а також матеріали музею при НДІ педагогіки УРСР, заснованого 1977 на базі діючої з 1948 Республіканської педагогічної виставки. Займає частину приміщень Будинку вчителя — пам'ятки архітектури, спорудженої 1910–12 в стилі неокласицизму за проектом архітектора П.Альошина спеціально для першого київського педагогічного музею, що розміщувався тут до 1917.
Нині у фондах закладу зберігається бл. 45 тис. пам'яток (документи, фотознімки, підручники, періодичні видання й посібники, меморіальні речі видатних діячів, зразки навчального обладнання тощо), які відображають основні етапи історії освіти і педагогічної думки в Україні від найдавніших часів і першої в Київській Русі школи при Софійському соборі до сучасності. В їх числі — унікальні стародруки 15–17 ст., рукописи, підручники — «Граматика еліно-слов'янської мови» (1591), «Фразеологічний словник» (1598), граматика М.Смотрицького, посібник Л.Магницького та ін., що у свій час використовувалися під час навчання у братських школах, колегіумах, Києво-Могилянській академії та ін. навчальних закладах України; власноручні записи Г.Сковороди та сторінки з його «Букваря» (1775), прижиттєві видання «Граматики» М.Ломоносова, «Букваря южнорусского» для недільних шкіл Т.Шевченка (1861), «Новой азбуки» Л.Толстого та ін.; матеріали про найзначніші навчальні заклади України, видатних представників національної і світової освіти (Я.-А.Коменського, К.Ушинського, М.Корфа, Т.Лубенця, А. С. Макаренка, І.Огієнка, В.Сухомлинського й ін.), про українських педагогів — жертв політичних репресій.